# Scytodes maritima
Scytodes maritima is een spinnensoort uit de familie van de lijmspuiters (Scytodidae).
De wetenschappelijke naam van de soort werd in 1938 gepubliceerd door Reginald Frederick Lawrence.